# Eligmodontia bolsonensis
Eligmodontia bolsonensis es una especie poco conocida de roedor de pequeño tamaño del género Eligmodontia de la familia Cricetidae. Habita en el centro-oeste de Sudamérica.

## Taxonomía
Este taxón fue descrito originalmente en el año 2008 por los zoólogos estadounidenses Michael A. Mares, Janet K. Braun, Brandi Suzanne Coyner y Ronald A. Van Den Bussche.
Localidad tipo
La localidad tipo referida es: “Pomán, Establecimiento de Río Blanco, a 28 km al sur, 13,3 kilómetros al oeste de Andalgalá (en las coordenadas: 27°51'01"S 66°18'17"W), Provincia de Catamarca, Argentina”.
Holotipo
El ejemplar holotipo es el catalogado como: OMNH 34739, compuesto por la piel, el cráneo, y el esqueleto de una hembra adulta, colectada por J. K. Braun el 8 de octubre de 1999 (número de campo original Arg 4924).
Etimología
Etimológicamente, el término específico bolsonensis es un topónimo que refiere a la patria de origen del ejemplar tipo: el monte de sierras y bolsones.
Caracterización y relaciones filogenéticas
Filogenéticamente, Eligmodontia bolsonensis junto con E. typus forman parte de un clado; ambos taxones difieren débil, pero consistentemente, en varios caracteres moleculares y morfológicos.
Parece que representan un caso de especiación parapátrica actualmente en curso, las que se han separado entre sí, en el caso de algunas poblaciones, hace solo unos 100 000 años.

## Distribución geográfica y hábitat
Este roedor es endémico de la provincia de Catamarca (noroeste argentino), en la zona norte y oeste de la sierra de Ambato y de la sierra de Manchao, desde el salar de Pipanaco y campo del Arenal, y en el sistema del valle que se extiende al norte de Belén hasta la laguna Blanca. 
Se postuló que también su distribución podría extenderse hasta la zona de dunas y formaciones de arena de los alrededores de Cafayate (provincia de Salta) a través de los valles Calchaquíes, aunque ambas regiones se encuentran relativamente separadas por la sierra de Belén.